# Pyxinioides pugetensis
Pyxinioides pugetensis is een soort in de taxonomische indeling van de Myzozoa, een stam van microscopische parasitaire dieren. Het organisme komt uit het geslacht Pyxinioides en behoort tot de familie Uradiophoridae. Pyxinioides pugetensis werd in 1938 ontdekt door D.P. Henry.